# Clonezilla
Clonezilla è un programma gratuito di disaster recovery, clonazione dischi, e creazione di immagini del disco rigido. Clonezilla è stato progettato da Steven Shiau e sviluppato da NCHC Free Software Labs a Taiwan.
Il programma è disponibile in tre varianti: Clonezilla Live, Clonezilla lite server (inclusa come modalità separata in Clonezilla Live a partire dalla versione 2.5.2-17) e Clonezilla SE (server edition, che fornisce supporto multicast alla stessa maniera di Norton Ghost Corporate Edition).
Il software predefinito per il backup della suite è Partclone.

## Clonezilla Live
Clonezilla Live consente di clonare un intero disco rigido o una singola partizione in un altro disco rigido, in un server SSH, un server Samba o in un file NFS. Il file clonato può essere usato per il ripristino quando necessario.
L'applicazione può essere eseguita da una Chiave USB o da un disco ottico, CD-ROM (o riscrivibile) o DVD-ROM. Il software si esegue nell'ambiente di avvio del computer, quindi non sono necessarie modifiche al sistema.
Si tratta di una distribuzione GNU/Linux, anche se destinata solo a funzioni di clonazione e recupero.
Sono disponibili due diversi rami: uno basato su Debian (rappresentato dalle versioni stable e testing) ed uno su Ubuntu (versioni alternative stable e alternative testing). La differenza tra i due rami è che il primo comprende solo software libero, l'altro anche componenti non liberi; in compenso, il secondo ramo supporta un maggior numero di componenti hardware. Ogni versione di Clonezilla Live è disponibile con compilazione a 32 e 64 bit. Entrambi i rami supportano i personal computer con tradizionale BIOS, mentre solo le versioni a 64 bit supportano il secure boot UEFI.
Clonezilla supporta i più comuni file system di GNU/Linux, Microsoft Windows, Apple macOS e di altri sistemi operativi:
1. ext2, ext3, ext4, ReiserFS, Reiser4, XFS, JFS, Btrfs, F2FS e NILFS2 di GNU/Linux;
2. FAT12, FAT16, FAT32, exFAT e NTFS di Windows;
3. HFS+ e APFS di macOS;
4. UFS di FreeBSD, NetBSD e OpenBSD;
5. MINIX file system di MINIX;
6. VMFS3 e VMFS5 di VMWare ESX.

Per i file system elencati viene eseguita, tramite Partclone, la copia e il ripristino solamente dei blocchi contenenti effettivamente dei dati; per i file system non supportati è invece prevista la copia di tutti i settori tramite dd.
Attualmente il backup incrementale non è ancora supportato.